# Министерство на строителството и строителните материали
Министерство на строителството и строителните материали (МСиСМ) е историческо министерство в България, съществувало в два периода: 1971-1973 и 1977-1981 година.

## История
Създадено е на 9 юни 1971 г. с указ № 8 чрез разделянето на Министерството на строежите и архитектурата на Министерство на архитектурата и благоустройството и министерство на строителството и строителните материали. Министерството „провежда единна държавна политика в областта на строителството и строителните материали“. Сред задачите на министерството е проучването на строителството в чужбина, ръководство на производствено-техническата база на строителството и нейното изграждане, създава правила и нормативи в областта на строителството и строителните материали.
На 24 юли 1973 г. е слято с указ № 1607 с Министерството на архитектурата и благоустройството, като двете министерства създават Министерство на строителството и архитектурата.
На 12 май 1977 г. е създадено отново с указ № 719. Основните функции на министерството остават непроменени. Слято е с указ № 1226 от 18 юни 1981 г. с Комитета по архитектура и благоустройство, като двете образуват Министерство на строителството и архитектурата.

### Министри на строителството и строителните материали
| правителство | име             | дати                      | партия | партия |
| ------------ | --------------- | ------------------------- | ------ | ------ |
| 72           | Стамен Стаменов | 9 юли 1971 – 3 юли 1972   | БКП    |        |
| 72           | Георги Белички  | 3 юли 1972 – 24 юли 1973  | БКП    |        |
| 73           | Иван Сакарев    | 12 май 1977 – 18 юни 1981 | БКП    |        |